# World Cheese Awards
Die World Cheese Awards sind eine jährliche Preisverleihung für Käse, die seit 1988 von dem britischen Gourmet-Verlag The Guild of Fine Food veranstaltet wird. Sie gelten als weltgrößte Veranstaltung zum Thema Käse und international anerkanntes Gourmet-Event.
Die Käse werden in den Kategorien Aussehen, Körper und Textur, Aroma sowie Geschmack und Mundgefühl bewertet. Zunächst werden die Preiskategorien Bronze, Silber, Gold und Super Gold von einer rund 250-köpfigen internationalen Jury verliehen. Aus dieser Vorauswahl kürt dann eine 16-köpfige Super-Jury den Jahressieger.
2023 nahmen mehr als 4500 Käse aus 43 Ländern an dem Wettbewerb teil. 264 Experten aus 38 Ländern bildeten die Jury.
Wiederholt wurde Kritik laut, dass zu häufig europäische, vermeintlich massentaugliche Käse das Rennen machten.

## Erstplatzierte

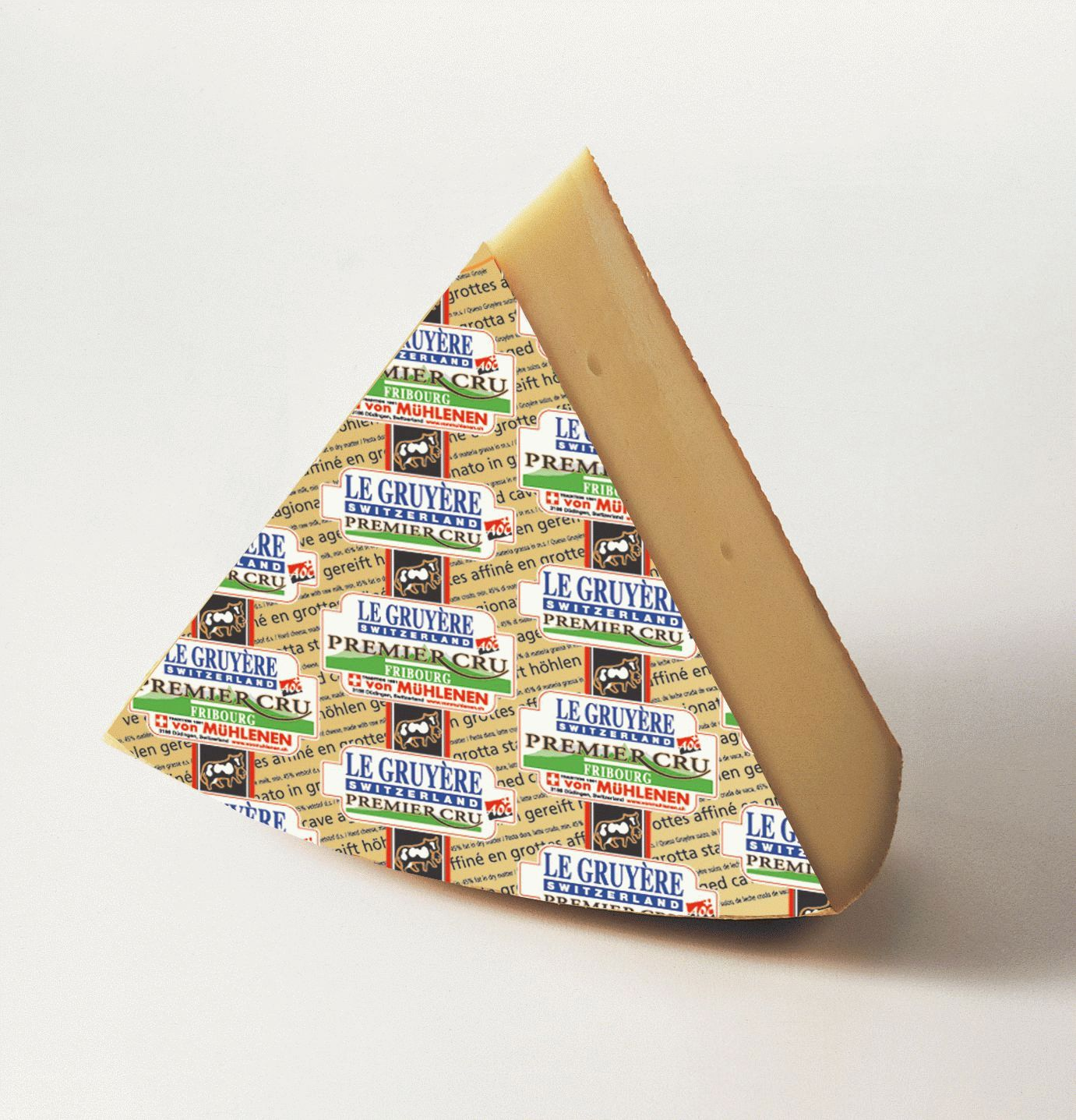
Le Gruyère Premier Cru, Spitzenreiter im Wettbewerb

Spitzenreiter beim Weltmeistertitel ist der Le Gruyère AOP Premier Cru, der bereits fünfmal den ersten Preis errang. Vier der Siege gingen dabei an Produkte der Käserei von Mühlenen.
Die Erstplatzierten waren im Einzelnen:
| Jahr | Siegerland                      | Siegerkäse                            | Hersteller                                       | Quelle                          |
| ---- | ------------------------------- | ------------------------------------- | ------------------------------------------------ | ------------------------------- |
| 1988 | England                         | Blue Cheshire                         | Hutchinson-Smith & Sons                          | [ 11 ]                          |
| 1989 | England                         | Blue Stilton                          | Dairy Crest Foods, Hartington                    |                                 |
| 1990 | England                         | Mature Traditional Cheddar            | Dairy Crest, Sturminster Newton                  |                                 |
| 1991 | Frankreich                      | Fourme d'Ambert                       | Hennart Frères                                   |                                 |
| 1992 | Schweiz                         | Le Gruyère Premier Cru                | von Mühlenen                                     |                                 |
| 1993 | England                         | Double Gloucester                     | Dairy Crest, Longridge                           |                                 |
| 1994 | Frankreich                      | Brie de Meaux AOC                     | Hennart Frères                                   |                                 |
| 1995 | England                         | Shropshire Blue                       | Cropwell Bishop Creamery                         |                                 |
| 1996 | England                         | Lord of the Hundreds                  | Traditional Cheese Dairy                         |                                 |
| 1997 | Italien                         | Parmigiano Reggiano                   | Caseficio Vittorio Quistello                     |                                 |
| 1998 | England                         | Mature Traditional Cheddar            | Dairy Crest, Sturminster Newton                  |                                 |
| 1999 | Niederlande                     | Kollumer 18 Monate (Old Dutch master) | Frico Cheese, Holland                            |                                 |
| 2000 | England                         | Mature West Country Farmhouse Cheddar | Brue Valley Farms                                |                                 |
| 2001 | Frankreich                      | Camembert Super Medaillon             | Isigny Sainte-Mère                               |                                 |
| 2001 | Irland                          | Mature Cheddar                        | Carbery                                          |                                 |
| 2002 | Schweiz                         | Le Gruyère AOC Reserve                | von Mühlenen                                     |                                 |
| 2003 | Frankreich                      | Chevre d’Or Camembert                 | Eurial-Poitouaine/Eurilai                        |                                 |
| 2004 | Frankreich                      | Camembert de Normandie                | Isigny Sainte-Mère                               |                                 |
| 2005 | Schweiz                         | Le Gruyère Premier Cru                | von Mühlenen                                     |                                 |
| 2006 | Frankreich                      | Ossau-Iraty                           | Fromagerie Agour                                 | [ 12 ]                          |
| 2007 | Frankreich                      | Brie de Meaux                         | Rénard Gillard                                   |                                 |
| 2008 | Spanien                         | Queso Arico curado pimentón           | Sociedad Canaria de Formento, Teneriffa          | [ 13 ]                          |
| 2009 | Kanada                          | Le Cendrillon                         | La Maison Alexis de Portneuf, Québec             | [ 14 ]                          |
| 2010 | England                         | Cornish Blue                          | Cornish Cheese Co.                               | [ 15 ]                          |
| 2011 | Frankreich                      | Ossau-Iraty                           | Fromagerie Agour                                 | [ 12 ]                          |
| 2012 | Spanien                         | Manchego DO Gran Reserva              | Dehesa de Los Llanos                             | [ 16 ]                          |
| 2013 | Deutschland                     | Montagnolo Affiné                     | Käserei Champignon                               | [ 17 ]                          |
| 2014 | England                         | Bath Blue                             | Bath Soft Cheese                                 | [ 18 ]                          |
| 2015 | Schweiz                         | Le Gruyère AOP Premier Cru            | von Mühlenen                                     | [ 19 ]                          |
| 2016 | Norwegen                        | Kraftkar                              | Tingvollost                                      | [ 20 ]                          |
| 2017 | England                         | Cornish Kern                          | Lynher Dairies Cheese Company                    | [ 21 ]                          |
| 2018 | Norwegen                        | Fanaost (Gouda)                       | Ostegården, Fana (Bergen)                        | [ 22 ]                          |
| 2019 | Vereinigte Staaten              | Rogue River Blue                      | Rogue Creamery, Central Point (Oregon)           | [ 23 ] [ 24 ]                   |
| 2020 | Keine Verleihung wegen COVID-19 | Keine Verleihung wegen COVID-19       | Keine Verleihung wegen COVID-19                  | Keine Verleihung wegen COVID-19 |
| 2021 | Spanien                         | Olavidia                              | Qesos y Besos (Lacteos Romero Pelaez), Guarromán | [ 26 ]                          |
| 2022 | Schweiz                         | Le Gruyère AOC                        | Vorderfultigen Gourmino                          | [ 27 ]                          |
| 2023 | Norwegen                        | Nidelven Blå                          | Gangstad Gårdsysteri                             | [ 28 ]                          |
| 2024 | Portugal                        | Queijo de Ovelha Amanteigado          | Quinto do Pomar                                  | [ 29 ]                          |